# 기타아오야기촌
기타아오야기촌(北青柳村)은 시가현 이누카미군에 설치되었던 촌이다.